# Hajoho
Hajoho är en ort i Komorerna.   Den ligger i distriktet Anjouan, i den centrala delen av landet, 140 km öster om huvudstaden Moroni. Hajoho ligger 103 meter över havet och antalet invånare är 2 505.
Terrängen runt Hajoho är huvudsakligen kuperad, men söderut är den bergig. Havet är nära Hajoho åt nordost.  Närmaste större samhälle är Ouani, 7,2 km väster om Hajoho. 